# Martín Alonso
Pas d'image ? Cliquez ici

a Compétitions nationales et continentales officielles uniquement.

b Matchs officiels uniquement.
Dernière mise à jour le 4 mars 2025.
Martín Alonso, né le 2 décembre 1999 à Valladolid (Espagne), est un joueur international espagnol de rugby à XV qui évolue au poste d'ailier au RC Vannes depuis 2023.

## Biographie
Martín Alonso commence la pratique du rugby à XV enfant avec son frère, au sein du club local du Valladolid RAC. Il y fait ses classes, puis rejoint le centre de formation de l'ASM Clermont Auvergne. Après trois saisons en Auvergne, il rejoint l'académie du Stade rochelais. Evoluant toujours en espoirs, il est appelé début 2020 pour jouer avec la sélection espagnole à XV, puis celle à  sept lors de deux tournois des Sevens Series. Apprécié au sein de l'effectif espoirs de La Rochelle, il décroche ses premières feuilles de match en Top 14 fin 2020, rentrant en cours de jeu contre la Section paloise et son ancien club, l'ASM Clermont Auvergne. Il est ensuite titularisé pour affronter le Stade français. Mais sa première titularisation se passe mal, il est remplacé dès la 28e minute de jeu. Le staff rochelais décide néanmoins de lui donner une seconde chance face au CA Brive. À cette occasion, il inscrit son premier essai en Top 14.
En décembre 2020, il prolonge avec le Stade rochelais jusqu'en 2023. N'ayant disputé que 20 rencontres en trois saisons avec La Rochelle, il descend d'un niveau et rejoint le RC Vannes en Pro D2 lors de l'intersaison 2023. Il s'engage avec le club breton pour une durée de trois ans.
En novembre 2024, alors qu'il n'a jamais joué la moindre minute avec le club breton, récemment promu en Top 14, il est prêté à Colomiers Rugby en Pro D2.

## Palmarès
- Finaliste du Championnat de France de première division en 2021[N 1] et 2023[N 1] avec le Stade rochelais.
- Vainqueur du Championnat de France de deuxième division en 2024[N 1] avec le RC Vannes.